# 이지스 (기업)
주식회사 이지스(EGIS)는 대한민국의 디지털트윈 및 3차원 공간정보(GIS) 기업이다.

## 역사
2025년 주관사를 NH투자증권으로 상장할 계획이다.